# 寶騰將相
寶騰將相乃馬來西亞寶騰汽車於1995年至2020年之間所換牌生產的中型車，第一代車型由第五代三菱Eterna換牌，第二代則是第八代本田Accord換牌而來。

## 概要
第一代車型主要是馬來西亞國內專屬的車型，僅有少數外銷至新加坡、汶萊等國家，而此代車型在馬來西亞市場上就衍生出很多不同的車型，包括1998年吉隆坡亞太經濟合作會議上採用的防彈車、加長型禮賓車等，其中以馬來西亞政府為最大宗客戶。

## 歷史

### 第一代（1995年-2010年）
1995年1月，寶騰汽車以第五代三菱Eterna為原型，推出第一代寶騰將相，由於當時該公司亟需要一款中型房車來當作整個品牌的旗艦，就利用與三菱合作的關係並自行修改進氣格柵、引擎蓋等處之外觀設計推出市面。全車系皆為四門轎車為主，動力心臟最初是採用2.0L直列四缸SOHC 4G63型16V引擎，搭配五速手排或四速INVECS自排變速箱，並採用全配備方式在馬來西亞市場上銷售。
1998年進行第一次小改款，不但將引擎更換成2.0L V型六缸SOHC/DOHC 6A12型24V引擎，連大燈一律改成燻黑型，同時修改進氣格柵及尾燈設計，並委託蓮花汽車重新調教底盤設定。2003年進行了第二次小改款，修改進氣格柵、保險桿及尾燈設計，同時針對馬來西亞政府部門推出後門加長25公分的「Perdana V6 Executive」，並生產至2010為止。

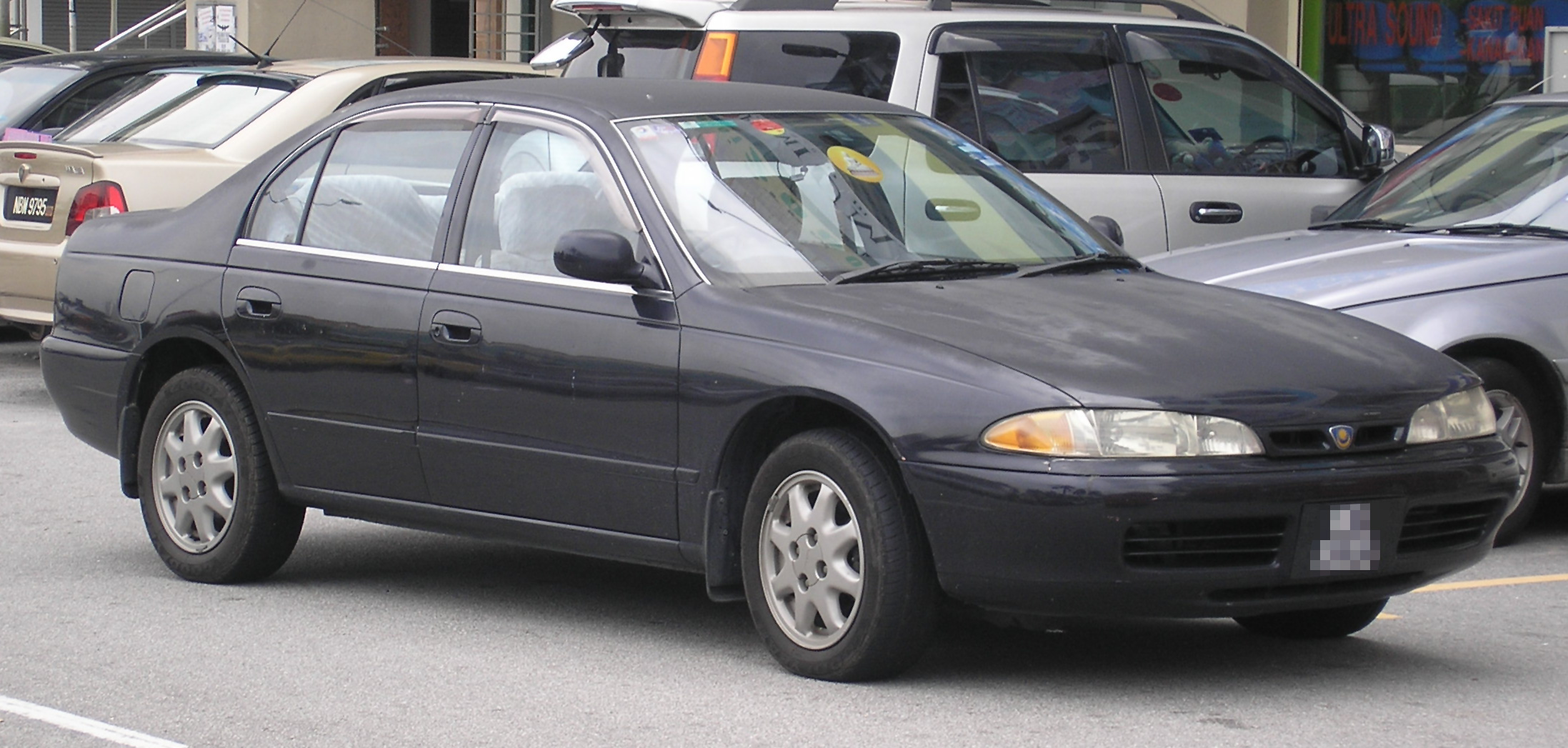
第一代寶騰將相前期型車頭
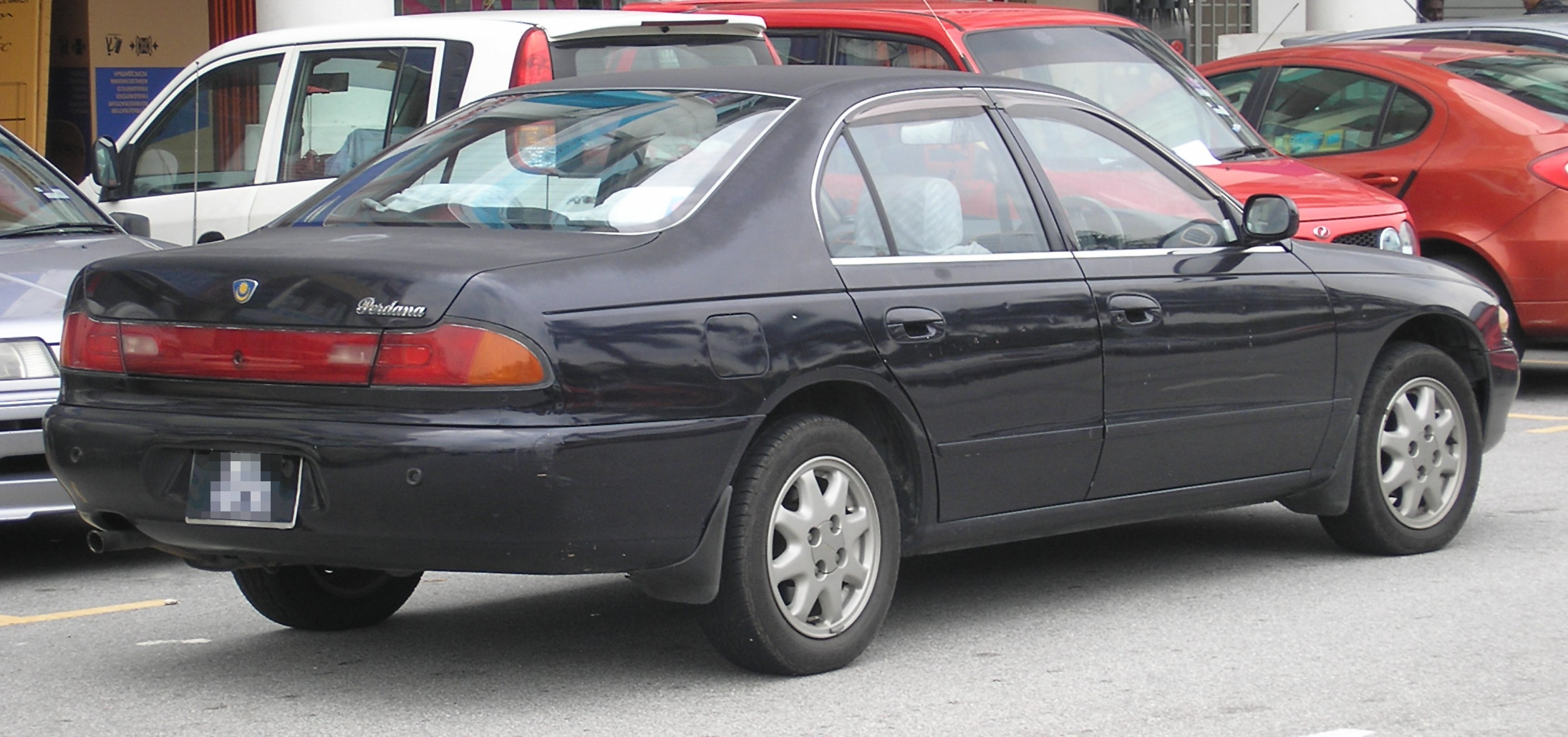
第一代寶騰將相前期型車尾
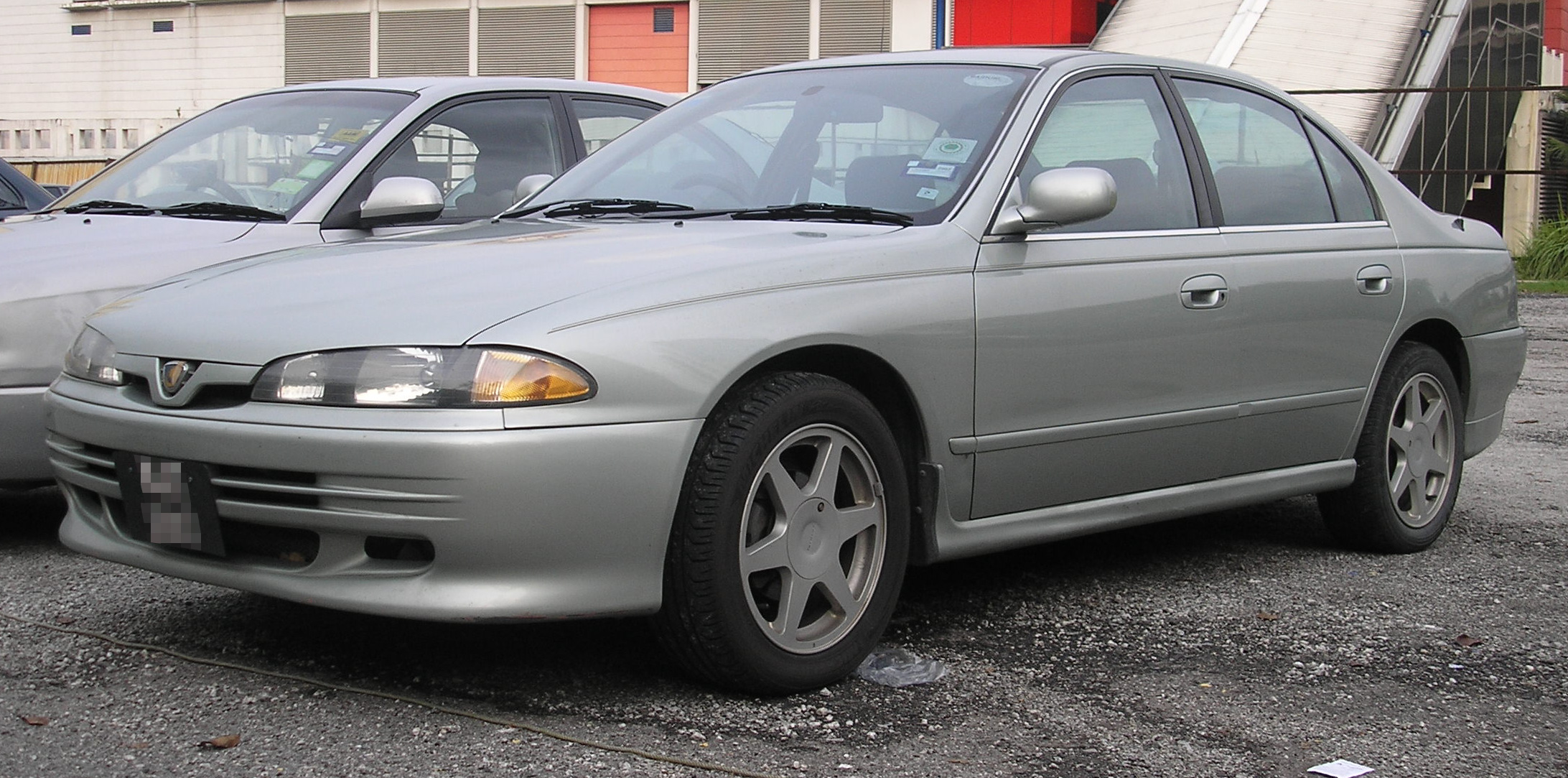
第一代寶騰將相 V6前期型車頭
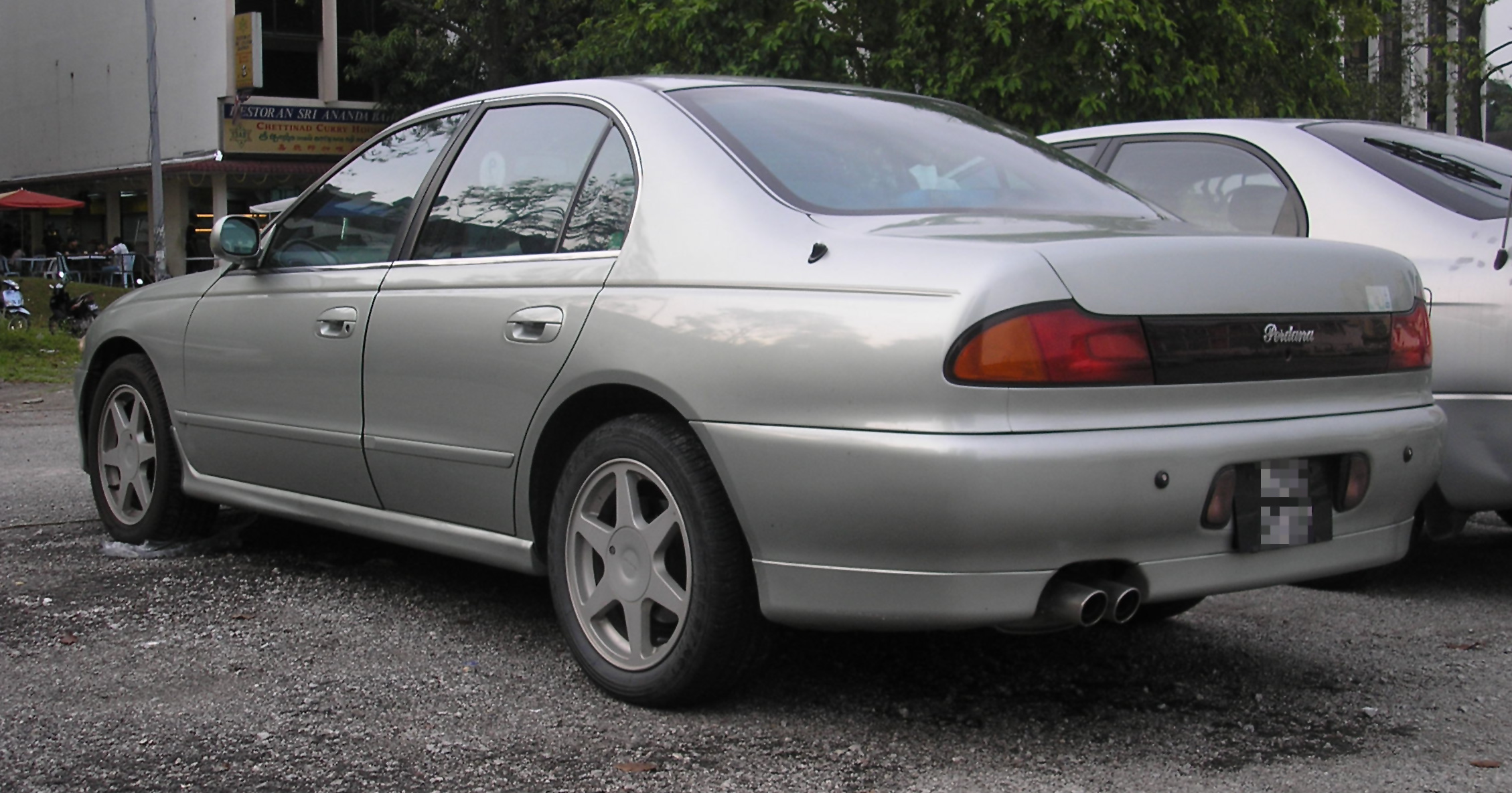
第一代寶騰將相 V6前期型車尾
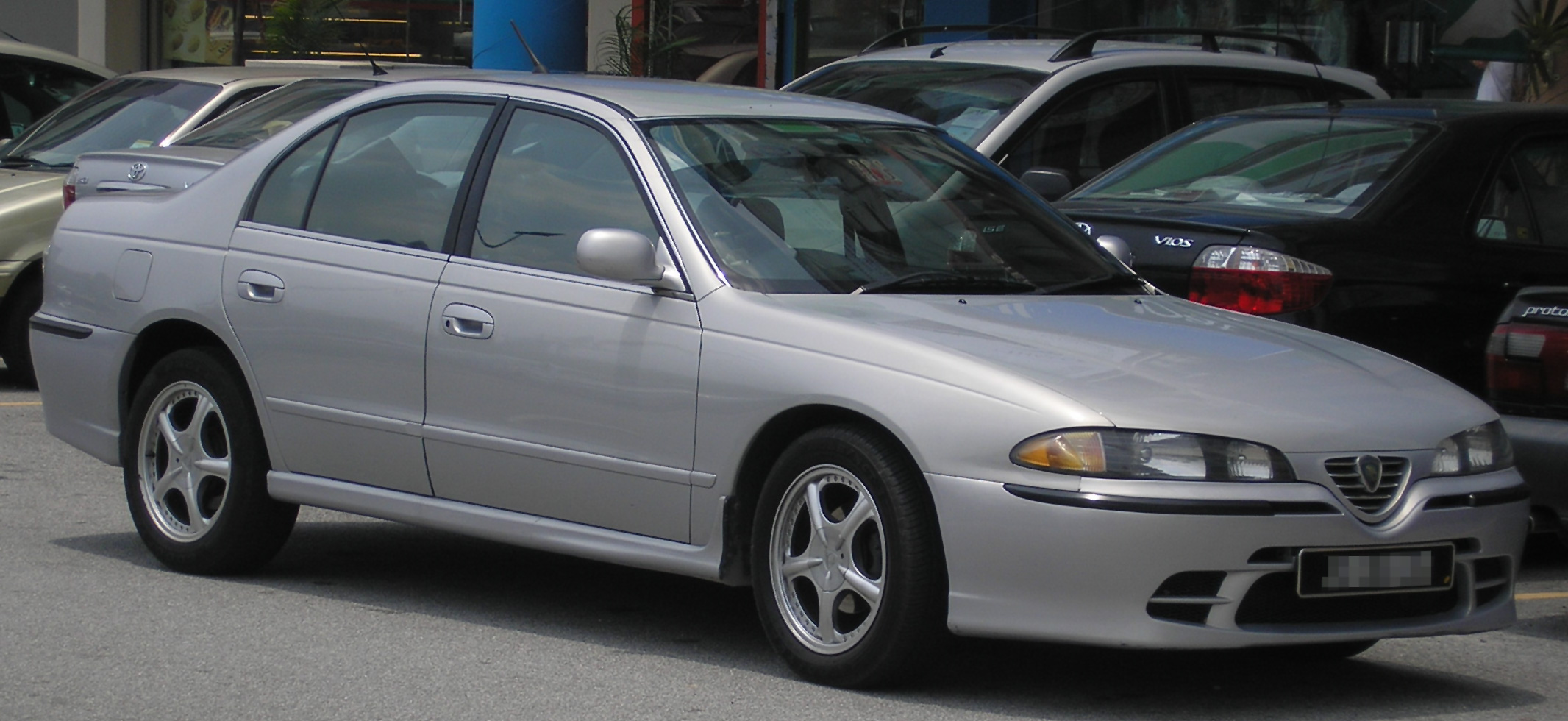
第一代寶騰將相 V6後期型車頭
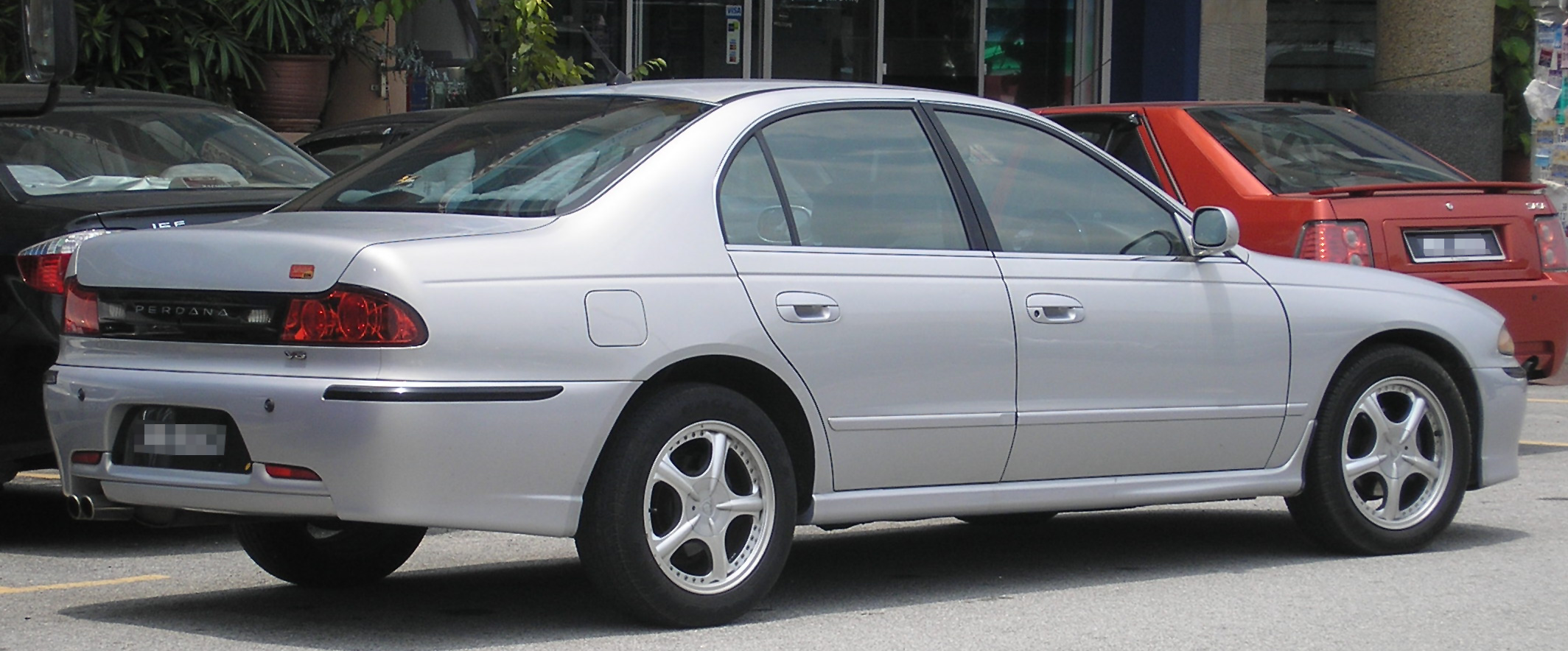
第一代寶騰將相 V6後期型車尾